# Coelioxys dolichos
Coelioxys dolichos är en biart som beskrevs av Fox 1890. Coelioxys dolichos ingår i släktet kägelbin, och familjen buksamlarbin. Inga underarter finns listade i Catalogue of Life.